# Chowu-Aksy
Chowu-Aksy – osiedle typu miejskiego w Rosji, w Tuwie. W 2010 roku liczyło 3672 mieszkańców.